# عارفة عبد الرسول
عارفة عبد الرسول (19 فبراير 1954-)،هي ممثلة وقاصّة مصرية.

## حياتها
ولدت في حي الحضرة الواقع بمدينة الإسكندرية، تخصصت بشكل كبير في مجال الحكي على خشبات المسارح في مصر، عملت في البداية من خلال إذاعة الإسكندرية خلال حقبة الثمانينات، ثم التحقت بفرقة الورشة المسرحية حيث قدمت أشهر عروضها الحكائية على الإطلاق (حكايات بنت البقال) التي أكسبتها شهرة واسعة في الأوساط الثقافية، وبجانب المسرح والحكي، شاركت في بطولة عدد من الأعمال التليفزيونية خاصة بعد انتقالها للعيش في القاهرة بعد تجاوزها سن الثانية والخمسين[بحاجة لمصدر]، منها: (موجة حارة، بدون ذكر أسماء، إمبراطورية مين، تحت الأرض).

## أعمالها

### الأفلام
- 2024: مين يصدق؟
- 2024: بنقدر ظروفك
- 2024: عصابة عظيمة
- 2024: ليلة العيد
- 2024: الملكة
- 2024: رحلة 404
- 2022: قمر 14
- 2022: زومبي
- 2022: كيرة والجن
- 2021: المحكمة
- 2021: الإنس والنمس
- 2020: حظر تجول
- 2020: الحارث
- 2019: اللعبة الأمريكاني
- 2019: الضيف
- 2018: عيار ناري
- 2018: بين بحرين
- 2018: الديزل
- 2017: زهرة الصبار
- 2016: من 30 سنة
- 2016: الماء والخضرة والوجه الحسن
- 2015: سكر مر
- 2014: فستان (فلم قصير)
- 2014: المهرجان
- 2012: وبعد الطوفان
- 2012: مصور قتيل
- 2011: الشوق
- 2010: الطريق الدائري

### المسلسلات
- 2023: بالطو / بابا المجال
- 2022: توبة
- 2022: أنا وهي
- 2022: اللعبة ج3: اللعب مع الكبار
- 2022: الفرح فرحنا
- 2021: موسى
- 2021: خلي بالك من زيزي
- 2021: في بيتنا روبوت ج1
- 2021: شقة 6
- 2021: خارج السيطرة
- 2021: بيمبو
- 2021: اللعبة ج2: ليفل الوحش
- 2021: أحسن أب
- 2020: واكلينها والعة (سبع صنايع) ج2
- 2020: في كل أسبوع يوم جمعة
- 2020: رجالة البيت
- 2020: اللعبة ج1
- 2020: الشركة الألمانية لمكافحة الخوارق
- 2019: هوجان
- 2019: قابيل
- 2019: حواديت الشانزليزيه
- 2019: أهو ده اللي صار
- 2019-2022: الآنسة فرح
- 2018: واكلينها والعة (سبع صنايع) ج1
- 2018: الوصية
- 2018: أبو عمر المصري
- 2017: لا تطفئ الشمس
- 2017: عائلة زيزو
- 2016: ساحرة الجنوب ج2
- 2016: الميزان
- 2016: الكبريت الأحمر ج1
- 2016: الخانكة
- 2016: أفراح القبة
- 2015: البيوت أسرار
- 2015: إستيفا
- 2014: مكان في القصر
- 2014: شمس
- 2014: إمبراطورية مين
- 2013: موجة حارة
- 2013: تحت الأرض
- 2013: بدون ذكر أسماء
- 2012: عرفة البحر
- 2010: عايزة أتجوز
- 2005: ريا وسكينة

## روابط خارجية
عارفة عبد الرسول على موقع الدهليز
- عارفة عبد الرسول على موقع قاعدة بيانات الأفلام العربية